# Cykle rozwojowe nasiennych

## Cykl rozwojowy nagonasiennych na przykładzie sosny
Sosna produkuje mikrospory i makrospory w drobnych szyszkach. Szyszki męskie wyrastają wiosną i znajdują się na niższych gałęziach drzewa, są mniejsze od żeńskich, mają długość 1cm. Szyszki żeńskie znajdują się na wyższych gałęziach i zazwyczaj przez cały rok wytwarzają nasiona.

Budowa szyszki męskiej
Szyszka męska składa się ze sporofili – liściopodobnych struktur, na których spodniej stronie powstają sporangia. U nasady każdego sporofilu znajdują się dwa mikrosporangia, zawierające liczne mikrosporocyty. Każdy mikrosporocyt dzieli się mejotycznie na cztery haploidalne mikrospory (ziarna pyłku). Ziarno pyłku składa się z czterech komórek. Dwie z nich są niewielkie i szybko zamierają. Pozostałe dwie: komórka generatywna i komórka wegetatywna biorą udział w rozmnażaniu. Męskie szyszki uwalniają duże ilości pyłku, który następnie przenoszony jest na niedojrzałe szyszki żeńskie przez wiatr, dzięki obecności dwóch pustych komór powietrznych (pęcherzyków powietrznych) przy każdym ziarnie. 

Budowa szyszki żeńskiej
Na górnej powierzchni każdej łuski szyszki żeńskiej znajdują się dwa zalążki -makrosporangia. Wewnątrz każdego z nich makrosporocyt wytwarza, w wyniku podziału mejotycznego, tylko cztery haploidalne makrospory, z których trzy bardzo szybko obumierają. Rozwija się tylko jeden, który dzieląc się mitotycznie rozwija się w gametofit żeński. Wytwarza on dwie rodnie, a w każdej z nich po jednej komórce jajowej.

Proces zapylenia i zapłodnienia 
Gdy zalążek jest gotowy do przyjęcia pyłku, wydziela lepką kroplę przy zagłębieniu, do którego wpadają niesione wiatrem ziarna pyłku (mikrospory). Dochodzi do zapylenia, czyli przeniesienia pyłku na szyszki żeńskie i odbywa się wiosną w ciągu 7-10 dni, po czym szyszki męskie usychają i opadają z drzewa. Jedno z wielu ziaren pyłku, które przylgnęło do lepkiej szyszki żeńskiej, wytwarza łagiewkę pyłkową – wyrostek wrastający w ośrodek (makrosporangium) aż do chwili dotarcia do jednej z dwóch komórek jajowych. Do łagiewki, którą wytwarza komórka wegetatywna, przemieszcza się komórka generatywna, która dzieląc się tworzy dwa nieruchome plemniki (komórki plemnikowe). Te zaś wędrują w łagiewce i jedna z nich łączy się z komórką jajową, tworząc zygotę –proces zapłodnienia, a druga komórka degeneruje. Z zygoty powstaje młody sporofit (zarodek).

Proces tworzenia nasion
Rozwijający się zarodek złożony jest z korzenia zarodkowego i embrionalnej łodygi z kilkoma liścieniami (liśćmi zarodkowymi). Zarodek otoczony jest tkanka odżywczą. Osłonka zalążka twardnieje i przekształca się w łupinę nasienną, która u sosny tworzy też skrzydełko umożliwiające przenoszenie przez wiatr. Tak tworzy się niczym nie osłonięte nasienie, spoczywające na łusce nasiennej.
Proces dojrzewania nasion u nagonasiennych jest powolny. U sosny trwa on nawet dwa lata od momentu zapłodnienia. Należy jednak doliczyć jeszcze rok upływający od momentu zapylenia (czyli przeniesienia pyłku na okienko zalążka) do zapłodnienia. Wynika więc, że cały cykl rozrodczy trwa trzy lata. Dopiero po tym okresie nasiona wysypują się i trafiają na właściwe warunki, tu kiełkują, wytwarzając nową roślinę.

## Cykl rozwojowy okrytonasiennych
Okrytonasienne tak jak nagonasienne są roślinami różnozarodnikowymi, wytwarzają mikrospory i makrospory.
Rozmnażanie płciowe zachodzi w kwiecie. Tak jak  u nagonasiennych w makrosporangium (ośrodku) tworzą się mejotycznie cztery makrospory, z czego trzy zamierają, a czwarta dzieli się mitotyczne i rozwija się w gametofit żeński (woreczek zalążkowy). Składa się on z siedmiu komórek, które tworzą się wokół jąder powstałych z trzykrotnego podziału haploidalnego jądra makrospory. Sześć komórek, w tym jajowa, ma po jednym jądrze, komórka centralna zawiera zaś dwa jądra. W zapłodnieniu biorą udział komórka jajowa i komórka centralna, pozostałe pięć komórek zanika.
Woreczki pyłkowe (mikrosporangia), znajdujące się w pylnikach, zawierają liczne mikrosporocyty (komórki macierzyste mikrospor). Z każdego mikrosporocytu, w wyniku mejozy, powstają cztery haploidalne mikrospory. Każdy z nich rozwija się w niedojrzały gametofit męski (ziarno pyłku). Ziarnka pyłku są bardzo małe, a w każdym z nich powstają dwie komórki: wegetatywna i generatywna.
Pylniki pękają i uwalniają pyłek, który może być przenoszony przez wiatr, owady lub inne zwierzęta. Jednak we wszystkich przypadkach pyłek jest przenoszony na znamię słupka, a nie bezpośrednio na okienko zalążka, jak u nagonasiennych. Tutaj mikrospora kiełkuje, czyli komórka wegetatywna zaczyna tworzyć łagiewkę pyłkową wrastającą w słupek i kierującą się w stronę okienka zalążka. Komórka generatywna dzieli się na dwie pozbawione ruchu komórki plemnikowe, które przemieszczają się do szczytowej części łagiewki i zostają uwolnione w woreczku zalążkowym. W zapłodnieniu uczestniczą obie komórki plemnikowe.

Proces podwójnego zapłodnienia
Gdy dwie komórki plemnikowe dostaną się do woreczka zalążkowego, obie biorą udział w zapłodnieniu. Jedna z nich łączy się z komórką jajową, tworząc zygotę, która w wyniku podziałów mitotycznych rozwija się w wielokomórkowy zarodek w nasieniu, druga zaś łączy się z diploidalnym jądrem centralnym i powstaje jądro triploidalne. Cała triploidalna komórka rozwija się w bielmo (endospermę) – tkankę odżywczą, bogatą w tłuszcze, białka i węglowodany, które są zużywane przez rosnący zarodek.

Powstawanie owocu
Jądro triploidalne, dzieląc się tworzy wiele nowych komórek też triploidalnych, które nabierają charakteru tkanki spichrzowej, stanowiącej materiał zapasowy dla zarodka. Tkanka ta, to bielmo wtórne. Podwójne osłonki zalążki twardnieją i tworzą dwuwarstwową łupinę nasienną, a ścianka zalążni przekształca się w mięsistą, bądź suchą owocnię. Tak powstaje owoc.